# 内閣情報調査室

内閣官房内閣情報調査室章

内閣情報調査室（ないかくじょうほうちょうさしつ、英語: Cabinet Intelligence and Research Office）は、内閣官房の情報機関。略称は内調（ないちょう）、CIRO（サイロ）。

## 概要

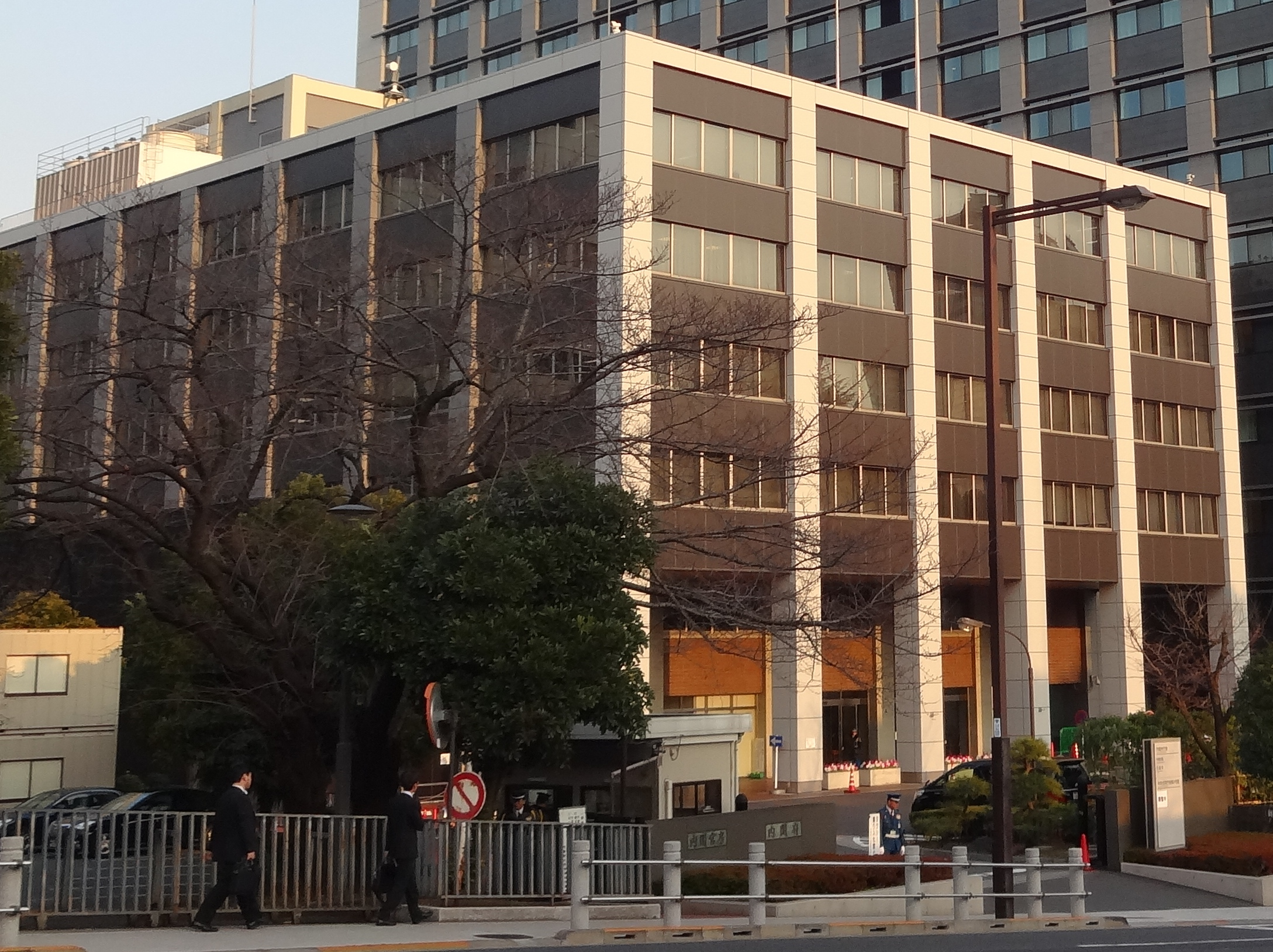
内調のある内閣府庁舎

内閣官房に属する情報機関である。職員数は194人。所在地は内閣府庁舎6階。
日本政府の情報機関を代表する取りまとめの役割で、最高位の内閣情報官は指定職8号の事務次官級で、国内外の特異情報の分析を内閣総理大臣に直接報告している。原則的に定例報告は週2回程度行われている。情報収集の手段別では、シギント（通信情報）は情報本部が、国内の諜報や防諜に関わるヒューミント（人的情報）は公安調査庁や公安警察がそれぞれ主に担っており、内調は内閣の重要政策に関する国内外の政治や経済、テロなどの治安に関しオシント（公開情報）、ヒューミントを中心に担っている。2013年にはヒューミント専門部署の内調設置が政府内で検討された。内調の下部組織の内閣衛星情報センターは、情報収集衛星からイミント（画像情報）の収集及び分析を行っている。内調はアメリカ合衆国中央情報局（CIA）・イギリス秘密情報部（SIS）などの外国政府の情報機関との公式なカウンターパートとなっており、ほかに合同情報会議の事務手続きも行っている。そのため、「日本版CIA」と称されることもある。
日本の国家安全保障に関する司令塔として国家安全保障会議ならびに事務局の国家安全保障局が設立されているが、国家安全保障局が国家安全保障に関する政策提言・立案を行うため、内調が必要な情報を国家安全保障局に提供している。この連携のため国家安全保障局の情報班長には内調出向者が当てられている。
内調は生え抜きの職員をはじめとして様々な省庁からの出向者が所属しているが、内閣情報官を筆頭に警察庁からの出向者が多く、霞が関では警察庁の出先機関と捉えられている。
シギントを行っていた情報本部の前身組織のひとつである陸上幕僚監部調査部調査第2課別室（調別）は、実質的に内閣情報調査室の下部機関で歴代トップは内調から出向してきた警察官僚が占めており、この経緯から現在も情報本部の電波部長は内調出向者の指定席である。

## 歴史

### 日本版CIA構想の頓挫
内閣情報調査室のルーツは、1952年（昭和27年）に総理府に設けられた内閣総理大臣官房調査室である。調査室設置の背景は「治安関係者だけでなく、各省各機関バラバラと言ってよい国内外の情報を一つにまとめて、これを分析、整理する連絡機関事務機関を内閣に置くべきだ」「外務省情報局に代わるべき内閣直属の情報機関が必要だ」とする吉田茂首相の意向を受けて、戦前に朝日新聞社副社長や情報局総裁を務めた緒方竹虎副総理と、元内務官僚で国家地方警察本部警備課長の村井順を中心に日本版CIA構想の先駆けとして創設された。
吉田はこの調査室を土台として、組織の拡張または別組織の立ち上げを行うことで日本のインテリジェンス機能を強化しようと考えており、国警が「内閣情報室設置運用要綱」を、外務省が「内閣情報局設置計画書」を、法務府特別審査局が「破壊活動の実態を国民に周知させる方法等について」をそれぞれ提出するなど、情報機関設置に関して警察・外務・法務各省庁がそれぞれ案を提出した。最終的に村井の案が通り、調査員は各省庁から出向させた。1952年（昭和27年）4月9日に総理府内部部局組織規程（総理府令）の一部改正により、内閣審議室の調査部門を独立させて、内閣総理大臣官房調査室が設置された。ほかに法務府特別審査局を発展させた公安調査庁も法務省の外局として設置されている。同時期に有末精三や辰巳栄一などの旧軍人グループにより「内閣調査室別班」の設立が提唱されて「睦隣会」が発足し、のちに世界政経調査会となっている。
しかし、この後調査室が大規模な「中央情報機関」となる事はなかった。原因の1つは当時の世論である。緒方は内調を「世界中の情報を全てキャッチできるセンターにする」という構想を持っていたが、これに対して読売新聞を中心とする全国三紙が「内調の新設は戦前の（マスコミの統制やプロパガンダを担った）内閣情報局の復活である」として反対運動を展開した。これにより内閣情報局創設構想は後退を余儀なくされる。もう一つは内務官僚と外務官僚の縄張り争いであった。インテリジェンスに理解のあった緒方が1956年に死去したことも大きかった。
1957年（昭和32年）8月1日には内閣法（法律）の一部改正、内閣官房組織令（政令）の施行及び総理府本府組織令（政令）の一部改正により、内閣総理大臣官房調査室が廃止されるとともに、内閣官房の組織として内閣調査室が設置された。

### 冷戦時代の内調
1955年には国際部に「軍事班」が設けられ、元海軍中佐の久住忠男らを中心としてベトナム戦争の推移や沖縄に駐留するアメリカ軍の動向などを観察した。
60年安保をきっかけに内調は論壇の流れをフォローするようになり、安全保障論の育成のために中村菊男、高坂正堯、若泉敬、小谷秀二郎ら現実主義的な論客の結集を助け、論議を普及するなどした。現在でも内調は勉強会を数多く行っており、学識経験者や企業を招いて情勢分析を聞くなどしている。
1977年（昭和52年）1月1日には内閣調査室組織規則の施行により、内部体制が総務部門、国内部門、国際部門、経済部門、資料部門の5部門となる。
第1次中曽根内閣時代には当時内閣官房長官だった後藤田正晴の決断によりそれまで内閣官房長官に行っていた「長官報告」が「総理報告」に格上げされ、世界的スタンダードである政府首脳への直接報告体制が確立された。
1986年（昭和61年）7月1日に内閣官房組織令の一部改正により、「内閣調査室」から現在の「内閣情報調査室」となる（5部門体制は継承）。

### 冷戦後の世界へ
1995年には阪神・淡路大震災が発生した。この際、政府の立ち上がりが遅れた教訓から1996年（平成8年）5月11日に内閣情報調査室組織規則（以下「規則」という）の一部改正により、内部体制に内閣情報集約センターが加えられた。阪神大震災をきっかけに官邸が自衛隊機を飛ばすなどして積極的に情報収集を行ったり、民間との協力体制の確立、マスコミへの情報発信など官邸の情報収集体制や危機管理体制の改革が行われた。開設から12日後の5月23日には、北朝鮮軍パイロットが戦闘機で韓国に亡命する事件が発生し、情報収集や橋本龍太郎首相への情報伝達を行っている。
北朝鮮のミサイルや核兵器も重要な課題であった。米朝が核兵器を巡って対立していた1994年2月に行われた日米首脳会談で、アメリカは細川護熙首相（当時）に強硬策も辞さないとする意志を伝えた。細川は帰国後直ちに米朝開戦に備えて内調に北朝鮮情勢に関する情報収集を指示。内調は「空爆は最後の手段で、海上封鎖か公海上での臨検が主となるだろう」という情勢見通しを行った。北朝鮮工作員による破壊工作に備えて朝鮮戦争時の破壊工作の状況について研究を行った。金日成死去にあたっては米国の情報もあって朝鮮人民軍の動向を把握しており、体制が安定していることを掴んでいる。
これらの経験から関係者や国民の間で情報収集衛星の需要が徐々に高まった。1998年にテポドン1号が発射されると世論が一気に高まり、1999年（平成11年）3月1日に規則の一部改正により内部体制として情報収集衛星導入準備室が設置され、本格的に情報収集衛星の計画がスタートした。
1996年（平成8年）〜 1998年（平成10年）の橋本政権で、後藤田正晴の発案で内閣情報局設置法案が用意され、実現一歩手前まで漕ぎ着けていた。これは、「内閣情報局」を創設して、戦前の情報局を復活させることを目指したものだった。
2001年（平成13年）1月6日には中央省庁再編に伴う内閣法及び内閣官房組織令の一部改正により、内閣情報調査室長（政令職）が廃止され、内閣情報官（法定職）へと改称された。4月1日には内閣官房組織令及び規則の一部改正により、情報収集衛星導入準備室が廃止され内部組織として内閣衛星情報センターが設置される。室内の他の部門・センターが規則に基づく区分呼称に過ぎないのに対し、このセンターは規則より一段上の政令で設置された内部組織である。7月1日には規則の一部改正により、資料部門が情報管理部門に改称されたものの、2004年（平成16年）4月1日には業務は総務・国内・国際の3部門に分散承継され、情報管理部門は廃止された。
2006年（平成18年）12月25日に、各政府機関の相互の連携を図るため「カウンターインテリジェンス推進会議」の設置が決定され、翌2007年に「カウンターインテリジェンス機能の強化に関する基本方針」が定められた。
2008年（平成20年）4月1日には規則の一部改正により、内閣情報分析官が新設され、内閣衛星情報センターの「管制部」が「技術部」に改編された。政府内の防諜を取り扱う「カウンターインテリジェンス・センター」も設置された。
2013年11月13日には同月にフィリピンを襲った台風30号の被害状況を情報収集衛星の画像情報、公開情報等を集約した情報を基に作成したレイテ島の中心都市タクロバンから南約20キロ、東西約15キロの台風被害の被災状況推定地図をNGOなどの活動支援のため一般提供を開始した。
2013年（平成25年）12月、第2次安倍内閣で「国家安全保障会議」（日本版NSC）が設立され、2014年（平成26年）1月、国家安全保障会議の事務局「国家安全保障局」が設立された。国家安全保障局は国家安全保障に関する政策提言・立案を行うため、これに資する情報を得る必要があり、内調とのインテリジェンス面での連携強化が必要であり、国家安全保障局情報班長（内閣参事官）には内調出向の警察官僚が就任している。

## 設立時の主要メンバー
- 村井順（内務・警察官僚、内閣総理大臣秘書官、内務省警保局公安第一課長、国家地方警察本部警備課長）
- 前田稔※（海軍中将、海兵41期、ソ連・中国大使館付武官、第二復員局長）
- 矢部忠太※（陸軍大佐、陸士33期、ソ連大使館付武官）
- 末沢慶政※（海軍大佐、海兵48期、海軍省軍務局第二課長）
- 浅井勇※（陸軍中佐、陸士42期、ソ連大使館付武官輔佐官、参謀本部ソ連課参謀）

※内閣総理大臣官房調査室顧問

## 組織
内閣情報調査室は内閣情報官を長とする内閣総理大臣直轄の諜報機関であり、内閣の重要政策に関する国内外の政治、経済、治安に関する情報を総理官邸に上げている。内閣情報調査室は4部門・2センターで、総務部門、国内部門、国際部門、経済部門、内閣情報集約センター、内閣衛星情報センターを置く。各部門の長は慣例的に「主幹」と称される。
内閣衛星情報センターを除く4部門・1センターは内閣情報官と次長両者の管理下に属するが、内閣衛星情報センターは内閣情報官の管理にのみ属し他の部署より1ランク上で次長とほぼ同格の扱いで、自前のセンター所長・センター次長の下に内部組織の分課・副センターなどを持ち、情報収集衛星の管理・分析などを統合的に行っている。ほかにカウンターインテリジェンス機能を強化するため、内閣情報官をセンター長とするカウンターインテリジェンス・センターを置く。
内閣情報官を長として、管理職の内閣審議官1人、次長1人、内閣参事官、内閣情報調査室調査官9人、内閣情報分析官6人、ほかに事務を整理する内閣事務官らが業務に従事している。内調では情報を迅速に伝達するために課係制を採用せず、フラットな組織としている。
辞令上「専任者」と「他省庁との官職併任者」がおり、時局に応じて専門的知識を持つ出向者などを柔軟に受け入れるために職員数は法令で規定しない。業務の内容から警察官僚の出向者も多い。
2005年（平成17年）4月1日時点の所属職員数は併任者を含み、内調職員として採用された者が約70人、警察庁からの出向派遣者が約40人、公安調査庁から出向派遣者が約20人、防衛庁から出向派遣者が約10人、外務省、総務省、消防庁、海上保安庁、財務省、経済産業省などから若干名の計約170人、と第162回国会の衆議院安全保障委員会で政府参考人が答弁している。

### 内調職員
内調に勤務する職員は、内部職員と警察庁警備局、公安調査庁、防衛省情報本部、外務省国際情報統括官組織などインテリジェンス・コミュニティーからの出向者で構成されている。内部職員は、国家公務員一般職（旧II種）合格者のうち、旧帝大、有名私大等から優秀な人材が毎年数人規模で内閣事務官として採用され、入室後、人事院の主催する初任者研修を受けた後、各部署に配属され、基本的にOJTによって業務に必要な能力等を学んでいくことになる。最近では、採用人数が昔より微増していると同時に、以前より所管業務が増えたことで組織が大きくなったため、新規採用者は、最初の概ね数年間は情報業務を担う国際部や国内部などではなく、総務部に配属される傾向がある。総務部での基礎的業務を終えた後、情報業務に携わる国際部、国内部、経済部等に本人の適性を考慮した上で配属され、大学や研究機関での研修、警察大学校での語学研修、在外公館への出向、ほかに防衛省等への出向などのキャリアを積みながら主査あるいは情報専門官（情報専門官、上席情報専門官、特任情報専門官と昇格する）を経て管理職への道が開かれる。内部職員は情報収集あるいは情報分析の専門家としてキャリアパスを想定した採用だが、最近は特定秘密保護法を所管するなどの理由で、一般行政官庁的業務が増加し、近年入庁した若手の内部職員は情報業務の訓練が十分にされておらず、情報の専門家が育ちにくいという問題もあるという。一方、独自採用で国家総合職をとっていないことから、他省庁と比べて研修受講など、キャリア形成のチャンスは多いようである。
加えて、内調プロパーは、内閣の重要政策に関する情報収集・分析に2年程度で出身省庁に戻ってしまう出向者と異なり、長く携わることができるため、内閣総理大臣や内閣官房長官が必要とする内閣の重要政策に資する情報収集および分析のプロフェッショナルとして、日本の政府機関職員の中でも、特殊な立場といえる。
プロパー職員は、国内外の人的情報収集であるヒューミントに携わるケースオフィサー、公開情報であるオシントや秘密情報に基づいて分析するアナリスト、総務部などでマネジメント業務を行う行政職に大別される。

### 業務の特性
内閣情報調査室は、内閣官房に設置されている内閣直属の情報機関であり、実質的な内閣総理大臣官邸直属の情報機関として内閣の重要政策に関する情報の収集分析が所管業務となっていることから、治安維持のための情報収集を目的とする警察や公安調査庁とは、収集すべき情報の種類が異なり、内閣が重要な政策を遂行する上で必要とされる情報を対象としており、国内外の情勢により求められる情報が変化する。
民主党政権下では、小沢グループの動向が最大の関心事と位置づけられており、民主党代表選での票読みや造反者の動向、地方議会の情勢など、いわば「国内政治情報」の収集などにも当たってきた。
安倍晋三政権下では、選挙の街頭演説における、いわば「ご当地ネタ」の収集などにも当たってきた。残っている報告書の中で、2008年より前のものでは、1選挙区当たりA4用紙1枚、2018年頃では多い時で30枚にものぼる事がある。
また、政治家のスキャンダル収集、閣僚候補に対する身体検査、政局や世論の動向の調査も行っており、ほかの情報官庁と比して政治色の強い情報の収集を行っている。

### 組織図
- 内閣情報官
  - 次長
    - 
      - 総務部門
      - 国内部門
      - 国際部門
      - 経済部門
      -  内閣情報集約センター

    - 内閣情報分析官

  -  内閣衛星情報センター

カウンターインテリジェンス・センター
国際テロ情報集約室
- 総務部門：人事、予算、室内の総合調整、総合分析、学識経験者の意見取りまとめ、政府全体の情報機能の強化業務などを扱う[41]。
- 国内部門：国民の意見や政治情報の収集分析や国内の新聞・放送・雑誌などの論調分析を行う[41]。
- 国際部門：国外の政策に関する情報収集・分析や新聞・放送・雑誌などの論調分析に加え、日本国の情報機関の代表として各国の情報機関との情報交換（コリント）を行うとともに防衛省情報本部から入るシギント（電波傍受）情報も扱う[41]。
- 経済部門：国内外の経済状況の分析を行う[41]。
- 内閣情報集約センター：下記で詳述。
- 内閣情報分析官：特定の地域や分野に関する分析を行う[41]。
- 内閣衛星情報センター：下記で詳述。
- カウンターインテリジェンス・センター：政府の定めた「カウンターインテリジェンス機能の強化に関する基本方針」に基づいて政府内の防諜に関する連絡調整を行う組織。カウンターインテリジェンス・センターは、日本版CIAの原型となる組織であるとされ、創設には安倍晋三が尽力したという[42]。内閣情報官がセンター長を兼務する。
- 国際テロ情報集約室：国際テロ情報収集ユニットの活動調整や、国際テロ情報の集約、情報収集の連絡調整を行う組織。内閣官房副長官（事務）が室長、内閣情報官が室長代理を兼務する[41]。

## 歴代内閣官房内閣情報調査室長
|                                          | この節は検証可能な参考文献や出典が全く示されていないか、不十分です。 出典を追加して記事の信頼性向上にご協力ください。（このテンプレートの使い方） 出典検索?: "内閣情報調査室" – ニュース · 書籍 · スカラー · CiNii · J-STAGE · NDL · dlib.jp · ジャパンサーチ · TWL (2025年3月) |                         |                                                               |                                                               |                        |
| 代                                       | 氏名 | 在任期間                | 前職                                                          | 後職                                                          | 備考                   |
| 内閣総理大臣官房調査室長【総理府事務官】 | |                         |                                                               |                                                               |                        |
| 1                                        | 村井順 | 1952.4.9 - 1953.4.1     | 国家地方警察本部 警備部警備課長                               | 国家公安委員会出向                                            | 国家地方警察警視長兼任 |
| 2                                        | 村井順 | 1953.4.1 - 1953.12.18   | 国家地方警察本部 警備部警備課長                               | 国家公安委員会出向                                            | 専任                   |
| 事代                                     | 鈴木耕一 | 1953.12.18 - 1954.1.27  | 事務代理                                                      | 事務代理                                                      |                        |
| 3                                        | 木村行藏 | 1954.1.27 - 1955.7.1    | 国家地方警察本部 警務部人事課長                               | 警察参事官（警察庁警務部付） →1955.10.15広島県警察本部長      |                        |
| 4                                        | 古屋亨 | 1955.7.1 - 1957.8.1     | 警視庁総務部長                                                | 内閣官房内閣調査室長                                          |                        |
| 内閣官房内閣調査室長【内閣調査官】       | |                         |                                                               |                                                               |                        |
| 1                                        | 古屋亨 | 1957.8.1 - 1962.5.8     | 内閣総理大臣官房調査室長                                      | 総理府総務副長官（事務担当）                                  |                        |
| 2                                        | 石岡實 | 1962.5.8 - 1964.7.28    | 九州管区警察局長 →警察庁警務局付                              | 内閣官房副長官（事務担当）                                    |                        |
| 事代                                     | 吉村又三郎 | 1964.7.28 - 1964.7.31   | 内閣官房内閣調査室次長として 内閣官房内閣調査室長事務代理     | 内閣官房内閣調査室次長として 内閣官房内閣調査室長事務代理     |                        |
| 3                                        | 本多武雄 | 1964.7.31 - 1966.3.5    | 皇宮警察本部長                                                | 関東管区警察局長                                              |                        |
| 4                                        | 大津英男 | 1966.3.5 - 1971.1.22    | 警察庁警務局長                                                | 退職 →1971.5.1日本道路公団監事                                |                        |
| 5                                        | 川島廣守 | 1971.1.22 - 1971.11.25  | 警察庁警務局長                                                | 内閣官房副長官（事務担当）                                    |                        |
| 事代                                     | 原富士男 | 1971.11.25 - 1973.11.27 | 内閣官房内閣調査室次長として 内閣官房内閣調査室長事務代理     | 内閣官房内閣調査室次長として 内閣官房内閣調査室長事務代理     |                        |
| 6                                        | 富田朝彦 | 1973.11.27 - 1974.11.26 | 警視庁副総監                                                  | 宮内庁次長                                                    |                        |
| 事取                                     | 川島廣守 | 1974.11.26 - 1974.11.29 | 内閣官房副長官（事務担当）として 内閣官房内閣調査室長事務取扱 | 内閣官房副長官（事務担当）として 内閣官房内閣調査室長事務取扱 |                        |
| 7                                        | 渡部正郎 | 1974.11.29 - 1977.8.20  | 内閣総理大臣官房広報室長 兼内閣官房内閣広報室長               | 退職                                                          |                        |
| 事代                                     | 伊達宗起 | 1977.8.20 - 1977.8.23   | 内閣官房内閣調査室次長として 内閣官房内閣調査室長事務代理     | 内閣官房内閣調査室次長として 内閣官房内閣調査室長事務代理     |                        |
| 8                                        | 下稻葉耕吉 | 1977.8.23 - 1979.2.2    | 大阪府警察本部長 →警察庁警務局付                              | 警察大学校長                                                  |                        |
| 9                                        | 森永正比古 | 1979.2.2 - 1980.8.18    | 警察庁刑事局保安部長                                          | 退職                                                          |                        |
| 10                                       | 福田勝一 | 1980.8.18 - 1982.5.20   | 警視庁副総監                                                  | 警察庁警務局長                                                |                        |
| 11                                       | 鎌倉節 | 1982.5.20 - 1984.2.17   | 警視庁副総監                                                  | 警察大学校長                                                  |                        |
| 12                                       | 谷口守正 | 1984.2.17 - 1986.7.1    | 大阪府警察本部長                                              | 内閣官房内閣情報調査室長                                      |                        |
| 内閣官房内閣情報調査室長【内閣調査官】   | |                         |                                                               |                                                               |                        |
| 1                                        | 谷口守正 | 1986.7.1 - 1987.6.16    | 内閣官房内閣調査室長                                          | 退職                                                          |                        |
| 2                                        | 大髙時男 | 1987.6.16 - 1989.6.30   | 皇宮警察本部長                                                | 退職                                                          |                        |
| 3                                        | 森田雄二 | 1989.6.30 - 1992.9.1    | 警察庁長官官房長                                              | 退職                                                          |                        |
| 4                                        | 金田雅喬 | 1992.9.1 - 1993.3.8     | 警察大学校長                                                  | 警察大学校長                                                  |                        |
| 5                                        | 大森義夫 | 1993.3.8 - 1997.4.4     | 警察大学校長                                                  | 退職                                                          |                        |
| 6                                        | 杉田和博 | 1997.4.4 - 2001.1.5     | 警察庁警備局長                                                | 内閣情報官                                                    |                        |

※後継となる内閣情報官については内閣情報官#歴代内閣情報官を参照。

## 内閣情報集約センター
官邸地下に設置され、大規模災害など緊急事態における情報の集約・分析・連絡と体制整備を行う。阪神大震災の際に官邸の情報収集体制が機能しなかった反省から、1995年（平成7年）2月21日に内調を大規模災害などが発生した際に被害状況や応急対応に関する情報の伝達窓口とすることが閣議決定された。また、翌1996年（平成8年）5月11日には、緊急な重要情報を24時間体制で収集するための「内閣情報集約センター」が内調に設置された。元々は国際部にあった「国際2部」という部門を改組したものである。人員は防衛省、警察庁、消防庁、海上保安庁から出向した職員からなる。
組織は緊急時の連絡網を整備する「システム整備班」、内外のマスコミの報道をチェックする「庶務班」、通信社のフラッシュを整理する「ニュース班」からなり、5個班がローテーションで常駐して24時間体制で内閣に入る大規模災害や重大な事故・事件に関する情報を処理している。防衛省、警察庁、消防庁、海上保安庁、気象庁等と直通のホットライン等で結ばれているほか通信社との専用回線も保有しており、緊急時には自衛隊や警察のヘリコプターを利用してヘリテレを使った情報収集も行う。
また、官邸地下には内閣情報集約センターからの一報を受けて、事態対処を行う官邸危機管理センターも設置されている。実際に緊急事態が発生した場合にはすぐに内調から内閣総理大臣に報告され初動対応態勢が整えられる。初動体制が整えられると官邸危機管理センターに内閣危機管理監と、危機管理監を補佐する「内閣官房副長官補（事態対処・危機管理担当）付」（通称「事態室」）の職員が参集する仕組みとなっている。

## 内閣衛星情報センター

内閣衛星情報センターが撮影し、加工処理した衛星写真（大船渡市）

英称：Cabinet Satellite Intelligence Center（略称CSICE）。「中央センター」、「情報分析センター」とも呼ばれる。日本国の安全の確保、大規模災害への対応その他の内閣の重要政策に関する画像情報の収集を目的とする情報収集衛星の運用、情報収集衛星により得られる画像情報の分析その他の調査に関する事項及び情報収集衛星以外の人工衛星の利用その他の手段により得られる画像情報の収集及び分析その他の調査に関する事項を担当する組織。東京都新宿区市谷本村町に所在する。職員数は382人。
1999年に設けられた情報収集衛星導入準備室を発展して2001年に設置された。2018年6月までに光学衛星6機、光学実証衛星2機、レーダ衛星7機（予備機含む）の情報収集衛星を軌道に上げ、光学衛星とレーダー衛星の2組4機で運用するほか、日本スペースイメージングからイコノス、デジタルグローブからクイックバードとワールドビュー1の画像を買い取り分析していたことが判明している。
機密保持を徹底するため、プリンターは設置されずインターネット接続機器や記録媒体などの持ち込みは厳禁で、アメリカの衛星情報も扱うためにアメリカ国家地球空間情報局に倣い、私物は「ビニルバケツ」に入れて管理する規則でかばんなどの持ち込みは厳禁である。衛星情報は各省庁共通の「衛星秘密」を設けており安全が確認されない限り機密情報を扱えない。
在日ロシア大使館のコンスタンチン・ベラノフ二等書記官らに、内調職員が情報を漏洩したベラノフ事件は、内閣衛星情報センターの衛星画像が漏洩した。

### 組織編制
- 所長（将で退職した幹部自衛官が、内閣事務官として務める[54]。指定職6号で次官級審議官と同格。）
- 次長（警察庁から警視監が出向、官名は内閣事務官。指定職3号で局次長級で内閣官房の内閣審議官と同格。）
- 管理部（総務課、会計課、運用情報管理課）
- 分析部（管理課、主任分析官5人）
- 技術部（企画課、管制課、主任開発官3人）
- 総括開発官1人（警察庁技官の出向）
- 副センター（別称・北浦副センター：中央センターのバックアップ、撮影データのメイン受信局。茨城県行方市長野江）
- 北受信管制局（別称・苫小牧受信管制局：副センターの受信域外のカバー。北海道苫小牧市）
- 南受信管制局（別称・阿久根受信管制局：副センターの受信域外のカバー。鹿児島県阿久根市）
  - 副センターなど施設の銘板に別称を使用している例もあるが、規則上・辞令上の正式な名称は左記のものである。

| 代 | 氏名       | 在任期間              | 前職           |
| -- | ---------- | --------------------- | -------------- |
| 1  | 國見昌宏   | 2001.4.1 - 2005.3.31  | 情報本部長     |
| 2  | 小田邦博   | 2005.4.1 - 2008.8.31  | 航空総隊司令官 |
| 3  | 椋木功     | 2008.9.1 - 2012.10.1  | 情報本部長     |
| 4  | 下平幸二   | 2012.10.1 - 2016.3.31 | 情報本部長     |
| 5  | 木野村謙一 | 2016.4.1 - 2018.7.20  | 情報本部長     |
| 6  | 宮川正     | 2018.7.20 - 2022.4.1  | 情報本部長     |
| 7  | 納冨中     | 2022.4.1 -            | 情報本部長     |

### データ
利用目的
外交・防衛等の安全保障及び大規模災害等への対応等の危機管理のために必要な情報の収集（外交などの安全保障および危機管理）
利用省庁
総理官邸、内閣官房、外務省、防衛省、警察庁、公安調査庁、国土交通省（海上保安庁、国土地理院）、経済産業省、消防庁など

## 内閣情報会議
日本国や日本国民の安全に関する情報のうち、内閣の重要政策に関するものについて、官邸と外交・防衛・治安などの情報を担当する省庁が緊密に連携して情勢を総合的に把握するため、原則として年2回開催される内閣情報会議が設置されている。この内閣情報会議の下には合同情報会議、情報収集衛星推進委員会、情報収集衛星運営委員会が置かれており、内閣情報調査室はこれらの会議の運営を担当している。

## 情報調査委託団体
内閣情報調査室はシンクタンクなどに調査の一部を委託している。なかでも世界政経調査会、国際情勢研究会、国民出版協会は幹部に内調や警察のOBが就任しており、資金もほとんどが内調から支出されるなど、事実上内調の「別働隊」として機能している。これらのシンクタンクは公開情報を元に海外の情勢や国内メディアの動向を分析する活動を行っている。

### 内閣官房から情報調査委託費が交付されている団体
出典：
※は補助金依存型公益法人（国から交付された補助金等が年間収入の3分の2以上を占める公益法人）
- 財団法人世界政経調査会 ※
- 社団法人国際情勢研究会 ※
- 社団法人国民出版協会 ※
- 社団法人内外情勢調査会

### 過去に情報調査委託費の交付が確認されている団体
出典：
- アジア動態研究所
- アジア問題研究会
- 海外事情調査所
- 社団法人共同通信社
- 株式会社共同通信社
- 国際経済調査会
- 国際問題研究会
- 株式会社時事通信社
- ジャパン・オバシーズ・ニューズ・センター
- 東京出版研究会
- 社団法人東南アジア調査会（平成15年〈2003年〉度末に世界政経調査会と統合）
- 内外事情研究会
- 日本社会調査会
- 日本文化研究所
- 日本放送協会（NHK）
- 社団法人民主主義研究会（平成15年〈2003年〉度末に国際情勢研究会と統合）
- 財団法人ラヂオプレス